# Mourning Has Broken
Mourning Has Broken è il terzo e ultimo album del gruppo thrash metal inglese Sabbat. Il disco è stato considerato pessimo dalla critica e infatti ha segnato lo scioglimento della band di Andy Sneap.

## Tracce
1. The Demise Of History – 7:52
2. A Theological Void – 7:26
3. Paint The World Black – 5:25
4. Dumbstruck – 5:14
5. The Voice Of Time – 6:45
6. Dreamscape – 8:47
7. Without A Trace – 7:24
8. Mourning Has Broken – 2:05

## Formazione
- Richie Desmond - voce
- Andy Sneap - chitarra
- Neil Watson - chitarra
- Wayne Banks - basso
- Simon Negus - batteria